# Vaylats
Vaylats är en kommun i departementet Lot i regionen Occitanien i södra Frankrike. Kommunen ligger i kantonen Lalbenque som tillhör arrondissementet Cahors. År 2022 hade Vaylats 327 invånare.

## Befolkningsutveckling
Antalet invånare i kommunen Vaylats
| Referens: INSEE |